# Heteropterys trigoniifolia
Heteropterys trigoniifolia là một loài thực vật có hoa trong họ Malpighiaceae. Loài này được A. Juss. mô tả khoa học đầu tiên năm 1833.